# Cerotoma
Cerotoma es un género de escarabajos de la familia Chrysomelidae. En 1837 Chevrolat describió el género. Hay 18 especies en total. Miden 4 a 9 mm.
Esta es la lista de especies que lo componen:
- Cerotoma arcuata Olivier, 1791
- Cerotoma atrofasciata (Jacoby, 1879)
- Cerotoma carecuruensis (Bechyne & Bechyne, 1965)
- Cerotoma dilatipes Jacoby, 1888
- Cerotoma eborifrons Ruppel, 1978
- Cerotoma facialis Erichson, 1847
- Cerotoma hybridus (Bechyne, 1956)
- Cerotoma nodicornis Erichson, 1847
- Cerotoma octonotata (Boheman, 1859)
- Cerotoma quinquefasciata (Latreille, 1813)
- Cerotoma ruficornis (Olivier, 1791)
- Cerotoma salvinii Baly, 1866
- Cerotoma trifurcata (Forster, 1771)
- Cerotoma uncicornis (Germar, 1824)
- Cerotoma variegata (Fabricius, 1792)